# Puchar Australii i Nowej Zelandii w narciarstwie alpejskim kobiet 2024
Puchar Australii i Nowej Zelandii w narciarstwie alpejskim kobiet w sezonie 2024 – zawody rozgrywane pod patronatem Międzynarodowej Federacji Narciarskiej (FIS) latem 2024 roku. Puchar rozpoczął się 28 sierpnia 2024 r. w nowozelandzkim Coronet Peak zawodami w slalomie gigancie, natomiast ostatnie zmagania tej edycji (w slalomie) przeprowadzono trzy dni później, tj. 31 sierpnia 2024 r., w tym samym ośrodku narciarskim.
Triumfu w klasyfikacji generalnej z poprzedniego sezonu broniła Amerykanka AJ Hurt. Tym razem najlepsza okazała się Szwajcarka Janine Mächler.

## Podium zawodów
| Lp. | Data             | Miejscowość  | Konkurencja | 1. miejsce     | 2. miejsce        | 3. miejsce          |
| --- | ---------------- | ------------ | ----------- | -------------- | ----------------- | ------------------- |
| 1.  | 28 sierpnia 2024 | Coronet Peak | Gigant      | Alice Robinson | Romy Ertl         | Madison Hoffman     |
|     | 29 sierpnia 2024 | Coronet Peak | Gigant      | Odwołano       | Odwołano          | Odwołano            |
| 2.  | 30 sierpnia 2024 | Coronet Peak | Slalom      | Piera Hudson   | Franziska Gritsch | Reece Bell          |
| 3.  | 31 sierpnia 2024 | Coronet Peak | Slalom      | Janine Mächler | Lucrezia Lorenzi  | Amélie Klopfenstein |
|     | 3 września 2024  | Thredbo      | Gigant      | Odwołano       | Odwołano          | Odwołano            |
|     | 4 września 2024  | Thredbo      | Gigant      | Odwołano       | Odwołano          | Odwołano            |
|     | 5 września 2024  | Thredbo      | Slalom      | Odwołano       | Odwołano          | Odwołano            |
|     | 6 września 2024  | Thredbo      | Slalom      | Odwołano       | Odwołano          | Odwołano            |

## Klasyfikacje
| Lp. | Zawodniczka         | Punkty |
| --- | ------------------- | ------ |
| 1.  | Janine Mächler      | 195    |
| 2.  | Piera Hudson        | 145    |
| 3.  | Amélie Klopfenstein | 142    |
| 4.  | Romy Ertl           | 116    |
| 5.  | Reece Bell          | 110    |
| 6.  | Alice Robinson      | 100    |
| 6.  | Madison Hoffman     | 100    |
| 8.  | Alessia Bösch       | 91     |
| 9.  | Franziska Gritsch   | 80     |
| 9.  | Lucrezia Lorenzi    | 80     |

| Lp. | Zawodniczka         | Punkty |
| --- | ------------------- | ------ |
| 1.  | Alice Robinson      | 100    |
| 2.  | Romy Ertl           | 80     |
| 3.  | Madison Hoffman     | 60     |
| 4.  | Janine Mächler      | 50     |
| 5.  | Arianne Forget      | 45     |
| 6.  | Christina Bühler    | 40     |
| 7.  | Alessia Bösch       | 36     |
| 8.  | Amélie Klopfenstein | 32     |
| 9.  | Serena Stebler      | 29     |
| 10. | Nicole Wordley      | 26     |

| Lp. | Zawodniczka         | Punkty |
| --- | ------------------- | ------ |
| 1.  | Janine Mächler      | 145    |
| 1.  | Piera Hudson        | 145    |
| 3.  | Amélie Klopfenstein | 110    |
| 3.  | Reece Bell          | 110    |
| 5.  | Franziska Gritsch   | 80     |
| 5.  | Lucrezia Lorenzi    | 80     |
| 7.  | Victoria Palla      | 76     |
| 8.  | Alessia Bösch       | 55     |
| 9.  | Noelle Roth         | 44     |
| 9.  | Sammie Gaul         | 44     |